# Perstinden
Perstinden est une montagne du comté de Troms, en Norvège.

## Géographie
Perstinden est situé dans la municipalité de Balsfjord et culmine à 917 m à l'extrémité sud des Alpes de Lyngen, surplombant la partie sud-est du Balsfjorden et le village de Nordkjosbotn.
Le sommet est accessible par un chemin le long de la crête orientale.